# Suzanne de Navailles
Suzanne de Baudéan de Neuillant de Parabère, duchesse de Navailles (1625 - 1700), fut Première dame d’honneur de la reine Marie-Thérèse d'Autriche (1638-1683) de 1660 à 1664.

## Biographie
Fille de Charles, comte de Neuillan, elle épousa en 1651 le futur maréchal Philippe de Montaut de Bénac-Lavedan (1619-1684), duc de Navailles et de Montaut. Elle est la cousine germaine d'Alexandre de Baudéan, dont le fils César-Alexandre épouse la fameuse madame de Parabère.
Elle est surtout connue pour son opposition à l'adultère du roi avec les demoiselles d'honneur de la reine, demoiselles dont elle avait la charge en tant que Première dame d'honneur.
En effet, quand le roi Louis XIV commença à courtiser Anne-Lucie de la Mothe-Houdancourt, la duchesse protesta, utilisant des arguments religieux. Le roi la réprimanda, lui demandant de cesser son ingérence et de comparer les effets de son mécontentement avec les bénéfices de sa complicité. Malgré cet avertissement, et après avoir consulté un prêtre, la duchesse ne changea pas son attitude, essayant d'empêcher l'accès au roi à la chambre des demoiselles, allant même jusqu'à placer des barreaux aux entrées secrète de cette chambre. 
Le résultat fut la disgrâce et le bannissement de la cour pour elle et son époux en 1664. Le couple se retira dans ses domaines au château de Villebois en Angoumois, mais leur bannissement fut révoqué en 1666 à la demande de la mère du roi, Anne d'Autriche.

## Enfants
Le couple a sept enfants :
1. Charlotte Françoise Radegonde de Montaut, abbesse de Sainte-Croix de Poitiers en novembre 1680, morte le 12 février 1696[3] ;
2. Françoise de Montaut (1653-1717), mariée le 25 août 1684 avec Charles III de Lorraine, duc d'Elbeuf, dont elle est la troisième femme[4] ;
3. Philippe (IV ou III) de Montaut (1656-1678), marquis de Navailles et de Bénac. Colonel du régiment de Navailles[5], il se distingue à Puigcerdà (1678), et devient brigadier des armées du roi. Il meurt à 22 ans, avant son père[3] ;
4. Gabrielle-Éléonore de Montaut (1657-1698), mariée en 1675 avec Henri II d'Orléans, marquis de Rothelin[6], d'où la suite des sires de Bénac et des vicomtes de Lavedan ;
5. Henriette de Montaut, abbesse de La Saussaye, près de Paris[3] ;
6. Gabrielle de Montaut (1663-1727), épouse en 1686 de Léonard-Hélie de Pompadour[7], marquis de Laurière ;
7. Gabrielle de Montaut la jeune, religieuse[8].